# Roger St-Jean
Roger St-Jean (Montréal, 1917- novembre 1971) est un photographe québécois. Des années 1944 à 1971, il couvre les matchs de hockey sur glace.

## Biographie
Il entre au journal La Presse en 1949 pour les pages sportives. C'est lui qui prend  la célèbre photo de la victoire des Canadiens de Montréal pour la Coupe Stanley de la saison 1952-1953.
Le 16 avril 1953, les Canadiens de Montréal sont en finale contre les Bruins de Boston, trois matchs à un dans la série éliminatoire. En troisième période, le score est toujours 0-0 entre les deux équipes. La 1re période de prolongation débute, les supporteurs sont prêts à exploser : Depuis 1946, le Canadien n’a pas gagné la coupe Stanley. Tous les photographes de presse de l’époque sont assis sur le bord de la patinoire avec leurs énormes appareils photos « Speed Graphic » assistés des flashs installés au plafond du Forum de Montréal. St-Jean connaît un problème technique avec son flash au même moment où Elmer Lach après avoir reçu une passe de Maurice Richard compte le but gagnant. Tous les photographes de presse ont pris le but de Lach en photo, excepté St-Jean qui à une seconde trop tard manque la photo. Mais avec la chance il est le seul photographe avec un flash chargé, c’est alors qu’il aperçoit le Rocket dans le coin de la patinoire, et par instinct il se met à suivre Maurice Richard avec sa caméra... Et voilà le Rocket saute au bras d’Elmer Lach, leurs bâtons formant un « V », pour le V de la victoire, et le capitaine des Bruins, Milt Schmidt assis sur la glace encore tout étourdi regarde impuissant, ses deux adversaires. Roger St-Jean immortalise ce moment historique. Cette photo fait le tour du monde. Et le rend célèbre.
St-Jean prend de nombreux clichés qui alimentent sa célébrité. La force d'anticipation de St-Jean tient au fait qu'il connaît le hockey et en sait lire le jeu.
De plus, en dehors de la patinoire, St-Jean s’intéresse à la photographie que l'on appelle le documentaire social. Dans la décennie des années 1950, il arpente les rues de Montréal. En 1962 par un hasard, il photographie la scène montrant une fillette près de son chien, tué par une auto, et avec un autre chien qui semble attristé d'avoir perdu son compagnon. Cette photo est primée photo de l'année au Canada.

## Vie mondaine
Après les matchs de hockey, il fréquente les boîtes de nuits de Montréal. Il aime se faire photographier avec les célébrités de passage à Montréal : Gina Lollobrigida, Bing Crosby, Bob Hope, Harold Lloyd.

## Honneurs et distinctions
Au cours de sa carrière de photographe sportif, St-Jean gagne plusieurs prix: deux fois titulaire du grand prix national Canadien et quatre fois du prix de la Presse Canadienne. À trois reprises, le prix de la meilleure photo de la Ligue nationale de hockey lui est remis. Trois fois également, il est honoré par ses collègues avec le prix de l'association des photographes du Canada. Il reçoit le grand prix des journaux canadiens en 1948 et 1953. En 1955, le conseil des gouverneurs de la presse canadienne lui remet le prix du journalisme Spot News Reporting/Nouvelle d’actualité. À l'extérieur du pays, deux de ses photos sont primées à La Haye aux Pays-Bas.